# Araneus madagascaricus
Araneus madagascaricus este o specie de păianjeni din genul Araneus, familia Araneidae. A fost descrisă pentru prima dată de Strand, 1908.
Este endemică în Madagascar. Conform Catalogue of Life specia Araneus madagascaricus nu are subspecii cunoscute.